# Doctor Doctor (serie televisiva statunitense)
Doctor Doctor è una serie televisiva statunitense in 40 episodi trasmessi per la prima volta nel corso di 3 stagioni dal 1989 al 1991.
È una sitcom di genere medico incentrata sulle vicende del dottor Mike Stratford, interpretato da Matt Frewer. La serie fu cancellata durante la prima televisiva negli Stati Uniti alla fine della stagione 1990-1991, a causa dei bassi ascolti. Un episodio, Long Day's Journey Into Deirdre, rimase inedito negli Stati Uniti.

## Trama
Mike Stratford è un medico del Northeast Medical Partners di Providence, Rhode Island. La serie segue le sue vicende personali e professionali di Stratford insieme a quelle di altri tre medici: Abe Butterfield, Grant Linowitz e Deirdre Bennett. Anche se la maggior parte degli episodi si concentra sulle situazioni a tratti demenziali di Stratford, la serie tratta anche temi quali l'AIDS, il cancro al seno e l'omofobia.

## Personaggi e interpreti

### Personaggi principali
- Dottor Mike Stratford (40 episodi, 1989-1991), interpretato da Matt Frewer.
Medico generico, scrittore ed esperto medico in TV, Mike si dedica ai suoi pazienti a volte offrendo i suoi servizi gratuitamente, con grande costernazione dei suoi colleghi. Le sue vicende professionali molte volte vengono a scontrarsi con la sua vita personale, in particolare quella amorosa, come è esemplificato nell'episodio pilota in cui la sua ragazza deve ricorrere a fare una visita medica per vederlo.
- Dottor Abe Butterfield (40 episodi, 1989-1991), interpretato da Julius Carry.
Butterfield è il migliore amico di Mike, un ambizioso medico afro-americano alla continua ricerca della "vita perfetta", che lo porta a diventare, a volte, troppo premuroso nei confronti della moglie e del figlio. Anche se a volte si rivela esasperato dagli scherzi infiniti che gli tira Mike e dai suoi continui commenti sarcastici, Abe è di solito il primo ad accorrere per aiutare il suo amico.
- Dottor Grant Linowitz (40 episodi, 1989-1991), interpretato da Beau Gravitte.
È un cardiochirurgo ambizioso e collega con cui Mike inizialmente non è d'accordo nella maggior parte dei casi; è a volte egocentrico, vanitoso e superficiale con un gusto per le cose belle della vita, anche se questi difetti vengono poi minimizzati come la serie progredisce. Grant diventa un buon amico di Mike, il fratello di Richard.
- Dottoressa Deirdre Bennett (40 episodi, 1989-1991), interpretata da Maureen Mueller.
Deirdre è una dottoressa che approfitta delle situazioni sfruttandole per il proprio vantaggio. Tuttavia, appare spesso anche molto protettiva con i suoi pazienti e nei confronti di Mike.
- Richard Stratford (40 episodi, 1989-1991), interpretato da Tony Carreiro.
È il fratello omosessuale di Mike e un professore di inglese, condivide la casa con Mike. Ha uno stretto rapporto con il fratello.

### Personaggi secondari
- Hugh Persons (9 episodi, 1989-1990), interpretato da Brian George.
- Infermiera Faye Baryiski (7 episodi, 1989-1990), interpretato da Audrie Neenan.
- Sam (4 episodi, 1989-1990), interpretato da Timothy Stack.
- Elizabeth McQueen (3 episodi, 1989), interpretata da Jane Brucker.
- Connie Stratford (3 episodi, 1989), interpretata da Inga Swenson.
È la madre di Mike Stratford.
- Carolyn Marsh (3 episodi, 1989), interpretata da Holly Fulger.
- Justin Butterfield (3 episodi, 1989-1990), interpretato da Marlon Taylor.
- Raymond (2 episodi, 1989), interpretato da Eddie Barth.
- Jenna Lathrop (2 episodi, 1989-1991), interpretata da Amanda Hillwood.
- Dottor Harold Stratford (2 episodi, 1989), interpretato da Dakin Matthews.
- Pia Bismark (2 episodi, 1990), interpretata da Sarah Abrell.
È una conduttrice televisiva. Conduce un talk-show in cui Mike Stratford da consigli medici.
- Gail Butterfield (2 episodi, 1990), interpretata da Candy Ann Brown.
- Steve (2 episodi, 1990), interpretato da Kip Gilman.
- Sheldon Boehm (2 episodi, 1990), interpretato da Don Lake.
- Suzanne Moore (2 episodi, 1990), interpretata da Ann Marie Lee.
- Emily Linowitz (2 episodi, 1990), interpretata da Anna Slotky.
- Dottoressa Leona Linowitz (1 episodio, 1991), interpretata da Anne Ramsay.
Psichiatra e sorella di Grant, Leona appare nel finale della serie, quando si trasferisce a Rhode Island con la figlia.

## Produzione
La serie, ideata da Norman Steinberg, fu prodotta da Nikndaph Productions e Reeves Entertainment Group. Le musiche furono composte da Artie Butler.

### Registi
Tra i registi sono accreditati:
- John Whitesell in 12 episodi (1989-1990)
- Norman Steinberg in 7 episodi (1989-1990)
- Robert Berlinger in 6 episodi (1990-1991)
- David Frankel in 4 episodi (1990)
- James Widdoes in 3 episodi (1990-1991)
- Michael Lembeck in 2 episodi (1989)
- Art Dielhenn in 2 episodi (1990)

### Sceneggiatori
Tra gli sceneggiatori sono accreditati:
- Norman Steinberg in 39 episodi (1989-1991)
- Terri Minsky in 6 episodi (1989-1991)
- David Frankel in 6 episodi (1989-1990)
- Roberto Benabib in 6 episodi (1990)
- David Blum in 5 episodi (1989-1990)
- Karl Fink in 5 episodi (1990)
- Jonathan Feldman in 3 episodi (1990-1991)
- Joe Toplyn in 3 episodi (1990-1991)
- Ron Burla in 2 episodi (1989-1990)
- Paul Attanasio in 2 episodi (1989)
- Neena Beber in 2 episodi (1990-1991)
- Alan Cross
- Tom Spezialy

## Distribuzione
La serie fu trasmessa negli Stati Uniti dal 12 giugno 1989 al 6 luglio 1991  sulla rete televisiva CBS. In Italia è stata trasmessa con il titolo Doctor Doctor. È stata distribuita anche in Francia con il titolo Doctor Doctor.

## Episodi
| Stagione         | Episodi | Prima TV USA |
| ---------------- | ------- | ------------ |
| Prima stagione   | 6       | 1989         |
| Seconda stagione | 15      | 1989-1990    |
| Terza stagione   | 19      | 1990-1991    |